# 氣泡音
氣泡音聲區 (vocal fry register)是音高最低的聲區，是由空氣緩慢地通過鬆弛的聲門而產生。在這個發聲過程中，喉中的杓狀軟骨會靠攏，讓聲帶緊閉。這個過程讓一大部分的聲帶產生不規則的震動，發出其特色的氣泡聲。氣泡聲聲區如果控制得宜，可以發出比起真聲 (modal voice)來得低沉許多的音。

## 說話
一個 2014年的美國全國性的調查指出，含有氣泡音的談話令人感覺更負面，而且在工作情境下特別明顯。年輕成年女性談話中含有氣泡音讓人感覺比較不可信任、不能幹、不吸引人、不能雇用。